# Сілвер-Лейк (округ Воррен, Нью-Джерсі)
Сілвер-Лейк (англ. Silver Lake) — переписна місцевість (CDP) в США, в окрузі Воррен штату Нью-Джерсі. Населення — 333 особи (2020).

## Географія
Сілвер-Лейк розташований за координатами 40°55′57″ пн. ш. 74°56′42″ зх. д. / 40.93250° пн. ш. 74.94500° зх. д. (40.932374, -74.945098).  За даними Бюро перепису населення США в 2010 році переписна місцевість мала площу 2,58 км², з яких 2,57 км² — суходіл та 0,00 км² — водойми. В 2017 році площа становила 2,22 км², з яких 2,22 км² — суходіл та 0,00 км² — водойми.

## Демографія
Згідно з переписом 2010 року, у селищі мешкало 368 осіб у 139 домогосподарствах у складі 97 родин. Густота населення становила 143 особи/км².  Було 155 помешкань (60/км²).
Расовий склад населення:
| - 97,0 % — білих - 1,4 % — азіатів - 0,3 % — чорних або афроамериканців |

До двох чи більше рас належало 0,5 %. Частка іспаномовних становила 7,9 % від усіх жителів.
За віковим діапазоном населення розподілялося таким чином: 25,5 % — особи молодші 18 років, 61,2 % — особи у віці 18—64 років, 13,3 % — особи у віці 65 років та старші. Медіана віку мешканця становила 44,7 року. На 100 осіб жіночої статі у селищі припадало 97,8 чоловіків;  на 100 жінок у віці від 18 років та старших — 98,6 чоловіків також старших 18 років.
Середній дохід на одне домашнє господарство  становив 72 228 доларів США (медіана — 79 219), а середній дохід на одну сім'ю — 81 172 долари (медіана — 80 781). За межею бідності перебувало 2,7 % осіб, у тому числі 0,0 % дітей у віці до 18 років та 0,0 % осіб у віці 65 років та старших.
Цивільне працевлаштоване населення становило 160 осіб. Основні галузі зайнятості: мистецтво, розваги та відпочинок — 16,3 %, освіта, охорона здоров'я та соціальна допомога — 16,3 %, науковці, спеціалісти, менеджери — 15,6 %.